# 滨湖塔兴
滨湖塔兴是德国巴伐利亚州的一个市镇。总面积26.76平方公里，总人口1948人，其中男性952人，女性996人（2011年12月31日），人口密度73人/平方公里。